# Mwanza
Mwanza  este un oraș  în  partea de nord a Tanzaniei, port pe malul sudic al lacului Victoria. Este reședinta  regiunii Mwanza.